# فتيان الزنك
فتيان الزنك (بالروسية: Цинковые мальчики) هو كتاب وثائقي من تأليف الكاتبة البيلاروسية سفيتلانا أليكسييفيتش الحائزة على جائزة نوبل في الأدب سنة 2015. نُشر لأول مرة عام 1989، وقد ترجمه للعربية عبد الله حبه ونشرته دار ممدوح عدوان للنشر والتوزيع سنة 2016. ويتناول تجربة الجنود السوفييت في الحرب السوفيتية في أفغانستان (1979–1989)، من خلال شهادات حية لجنود، وأمهات، وأطباء، وممرضات، وضحايا مدنيين، مما يجعله أحد أبرز الأعمال التي أرخت لأهوال الحرب وانعكاساتها الاجتماعية والنفسية في نهاية الحقبة السوفيتية.

## نبذة
ينتمي الكتاب إلى نوع الأدب التوثيقي -الروائي، ويعتمد على مئات المقابلات التي أجرتها أليكسييفيتش مع مشاركين في الحرب من خلفيات متعددة: جنود، ضباط، أمهات، زوجات، أرامل، أطباء وممرضات، وضباط لوجستيين. وتُستعرض الشهادات في صيغة مونولوجات متصلة تعكس الرعب والمعاناة والخذلان، دون أن تُذكر أسماء المتحدثين احترامًا لطلبهم أو حمايةً لهم من العواقب. جاء عنوان الكتاب من حقيقة أن جثامين الجنود السوفييت الذين قُتلوا في الحرب كانت تُعاد إلى بلادهم في توابيت مصنوعة من الزنك، مغلقة بإحكام، وغالبًا دون تفسير واضح لموتهم، مما أدى إلى شعور شعبي بالغضب والخذلان.

## التلقي النقدي والجدل
أثار الكتاب، منذ صدوره، جدلاً واسعًا داخل الاتحاد السوفييتي، إذ اتُّهمت أليكسييفيتش بتشويه صورة الجنود و"نزع البطولة" عن الحرب. ورفعت مجموعة من أمهات الجنود السوفييت الذين قُتلوا في أفغانستان دعوى قضائية ضدها تتهمها فيها بالتشهير، وهي القضية التي نالت صدى واسعًا إعلاميًا.وفي مقابل ذلك، حاز الكتاب إشادة عدد من النقاد والقرّاء، لا سيما بعد سقوط الاتحاد السوفييتي، باعتباره أحد أكثر الأعمال صدقًا وجرأة في فضح مأساوية الحرب وتبعاتها النفسية والإنسانية على الجنود وعائلاتهم. وكتب الناقد جوزيف فرانك في TLS أن الكتاب "يكشف عبر شهاداته عمق الانهيار الأخلاقي والإيديولوجي في الاتحاد السوفييتي أواخر أيامه".

## التأثير والاقتباسات المسرحية والسينمائية
أُلهم العديد من المسرحيين والمخرجين بالعمل، حيث أُنتجت عنه عروض مسرحية في روسيا وبيلاروس وفرنسا. من بينها:
- مسرحية "فتيان الزنك" من إنتاج المسرح الأكاديمي البيلاروسي (إخراج: فاليري رايفسكي)
- "Des cercueils de Zinc" – إنتاج Théâtre de la Bastille في باريس (إخراج: ديديه جورج غابيلي)
- "Les cercueils de zinc" – إنتاج Théâtre de la Commune (فرنسا، إخراج: جاك نيشه)

كما أُنتج فيلمان وثائقيان مستوحيان من الكتاب على يد المخرج سيرغي لوكيانتشيكوف:
- "العار" (1991)
- "لقد خرجت عن الطاعة" (1992).[8]

## أهمية الكتاب في مسيرةأليكسييفيتش
يُعد «فتيان الزنك» أحد الأعمال المركزية في مشروع أليكسييفيتش الأدبي، الذي أطلقت عليه «أصوات اليوتوبيا»، والذي يشمل أيضًا:
- ليس للحرب وجه أنثوي (1985)
- آخر الشهود (1985)
- مسحورون بالموت (1993)
- صلاة تشيرنوبل (1997)

تُرجم الكتاب إلى أكثر من 20 لغة، وساهم في ترسيخ سمعة الكاتبة كأحد أبرز الأصوات الأدبية في توثيق الذاكرة الجمعية لما بعد الاتحاد السوفييتي. وحين مُنحت جائزة نوبل في الأدب عام 2015، أُعتبر من أبرز أسباب استحقاقها للجائزة.